# Musée de paléontologie de Chilhac
Le musée de paléontologie de Chilhac ou musée de paléontologie Christian Guth, est un musée de paléontologie labellisé musée de France, situé à Chilhac, en Haute-Loire (région Auvergne-Rhône-Alpes).
Ce musée présente une collection d'ossements fossiles découverts in situ, à Chilhac, qui eurent une importance capitale dans l'évolution de la science paléontologique aux XIXe et XXe siècles. Il abrite le seul crâne entier et connu de mastodonte d'Auvergne.

## Présentation
Le musée fut inauguré en 1989 sous l'égide de la paléontologue Odile Bœuf-Martin qui en assura la première scénographie et continua les fouilles sur le site jusqu'en 1998.
Le musée porte le nom du paléontologue Christian Guth, professeur à l'université de Poitiers et titulaire de la Chaire de paléontologie des vertébrés, qui est à l'origine des principales découvertes du site de Chilhac depuis la première campagne de fouilles en 1968.
Les salles d'exposition présentent une collection d'ossements fossiles découverts in situ, qui eurent une importance capitale[réf. nécessaire] dans l'évolution de la science paléontologique aux XIXe et XXe siècles. Ces fossiles sont datés de 2 millions d'années.
Le musée a été labélisé Musée de France le 17 septembre 2003.
En 2010, avant le rapatriement de 20.000 fossiles stockés à l'université de Dijon et le renouvellement de l'exposition, le musée accueille 1500 visiteurs par an. En 2015 et 2016, la fréquentation dépasse les 2200 visiteurs annuels.
Les espaces d'exposition permanente du musée comprennent, d'une part, un rez-de-chaussée où sont présentés des mammouths méridionaux et des mastodontes d’Auvergne, et, d'autre part, un premier étage sur les autres espèces de vertébrés découvertes sur le site (tigres, rhinocéros, cerfs et gazelles, hyènes, ours, chevaux, castor, porc-épic, oies, canards…). Une exposition temporaire est programmée chaque été.

## Historique des découvertes
- Les premières découvertes à Chilhac eurent lieu à la fin du XIXe siècle par le vicomte de Morteuil alors maire du village[8]. Cette découverte est mentionnée en 1875 dans les Annales de la Société d'agriculture, sciences, arts et commerce du Puy sous la forme suivante : " Dents et os fossiles de mastodontes et autres grands mammifères, recueillis dans un terrain pliocène volcanique à Chilhac". On nommera postérieurement ce premier site paléontologique Chilhac I. Cette  découverte fortuite intervient à une époque ou la paléontologie en est à ses balbutiements, les fossiles découverts sont stockés en attendant l’intérêt futur d'un homme de science.
- Cela se produira en 1892 avec la visite du Paléontologue, anthropologue et géologue Marcellin Boule, qui réalisera une liste faunique à partir des ossements fossiles découverts à Chilhac I  et déterminera notamment Mastodon arvernensis et Rhinoceros leptorhinus[9].
- En 1917, Ernest Chaput doyen de la faculté des sciences de Dijon, observe à Chihac des restes fossiles de Mastodon arvernensis et Equus steonis chez quelques habitants du village et ceux conservés à l'école des sœurs.
- L'année 1968 marque un tournant dans les recherches paléontologiques de Chilhac avec l'arrivée du professeur Christian Guth, et de son assistante Odile Boeuf. Des fouilles sont entreprises sur le site de Chilhac II qui avait été localisé dès 1870 et à partir de 1969, Christian Guth met au jour le site de Chilhac III. Ces deux nouveaux sites paléontologiques permettrons la découverte d'une tête complète d' Anancus arvernensis chilhiacensis adulte, baptisé du nom de village, et un crane de juvénile[10].
- Une nouvelle liste faunique est dressée par Odile Boeuf en 1984 :

1. Anancus arvernensis chilhacensis (Mastodonte d'auvergne)
2. Mammuthus meridionalis (Mammouh meridional)
3. Equus stenonis guthi (Cheval de Sténon)
4. Dicerorhinus etruscus
5. Croizetoceros ramosus
6. Cervus philisi (Cerf)
7. Eucladoceros senezensis (Cerf)
8. Gallogoral meneghinii (Bovidé)
9. Gazellospira torticornis (Antilope)
10. Ursus etruscus (Ours étrusque)
11. Megantereon megentereon (Tigre à dents de sabre)
12. Pachycrocuta perrieri (Hyène de Perrier)
13. Nyctereutes megamastoïdes (Canidé)
14. Hystrix (Porc-épic)
15. Castor plicidens

Soit au total quinze espèces de mammifères.